# Rama (videojuego)
Rama es un juego de aventura en primera persona desarrollado y publicado por Sierra On-Line en 1996. El juego está basado en los libros de Arthur C. Clarke Rendezvous with Rama (1973) y Rama II (1989) y es compatible con MS-DOS y Microsoft Windows. En 1998, se lanzó una versión de PlayStation en Japón. Es el segundo juego de Rama que se produce. El juego de ficción interactivo Rendezvous with Rama fue lanzado en 1984 por Telarium.

## Jugabilidad
Gran parte del juego se realiza con el "computador de pulsera", un dispositivo que se utiliza para la comunicación con otros personajes y el mapeo o el transporte a otros lugares. El jugador también tiene en su poder un pequeño androide basado en Puck que comentará y dará descripciones de los objetos o eventos circundantes (por lo tanto, se utiliza como elemento de interfaz para examinar objetos).

## Trama
Hace cuatro años, un gigantesco objeto cilíndrico ingresó al Sistema Solar. La Agencia Espacial Internacional (ISA) lo llamó Rama y envió una expedición llamada "Equipo Newton" para investigar. Pronto descubrieron que Rama es un cilindro giratorio hueco con ciudades enormes, pobladas por otras especies alienígenas que han sido recolectadas durante sus viajes: mirmigatos (vistos en imágenes pero nunca encontrados en el juego), aves, octoarañas. Los seres "nativos" de Rama son los Biots (robots biológicos) construidos por los extraterrestres que construyeron Rama, y son parte de él.
Como en muchos juegos de aventuras tipo Myst, el jugador es un protagonista silencioso y anónimo, un astronauta asignado para reemplazar al difunto Valeriy Borzov, quien murió durante la misión en condiciones misteriosas, como se explica en la introducción.
El jugador primero debe investigar el área conocida como "las Llanuras" y encontrar elementos que ayuden a resolver los acertijos lógicos/matemáticos. Se visitarán dos ciudades raman, apodadas "Londres" y "Bangkok" por la tripulación de la expedición, para conocer más sobre las especies que acompañan a los astronautas. Para continuar, el jugador debe resolver acertijos "completos con la forma que lógicamente falta", así como ejercicios matemáticos en los sistemas numéricos octal y hexadecimal.
Después de que se hayan explorado las Llanuras (en realidad, cuando el jugador haya logrado alcanzar y obtener todos los elementos útiles del inventario), Rama cambia hacia un rumbo de impacto con la Tierra y un equipo especial dentro de la expedición (originalmente compuesto por Heilmann, Borzov y O'Toole) procede al "Proyecto Trinidad" y arma una red de bombas para destruir Rama y sus habitantes. Luego, el jugador procede a la isla "Nueva York" dentro del Mar Cilíndrico que alberga una de las bombas. Mientras está allí, el jugador se entera de que el curso de Rama se ha desviado de la Tierra y ya no es un riesgo, pero las bombas ya se han armado para explotar en seis horas. Desafortunadamente, O'Toole, que conoce el código para desarmarlo, se pierde y durante las seis horas del juego,
El epílogo implica una secuela, que ya estaba programada para la producción, pero nunca se completó.

### Personajes
Muchos de los personajes que el jugador conocerá aparecieron por primera vez en Rama II. Los personajes son interpretados por actores en vivo. Hay varias pistas a lo largo del juego sobre las relaciones de los personajes que apuntan a una trama secundaria secundaria. También hay algunos personajes que nunca se conocen pero que se mencionan en otras partes del juego:
- Shigeru Takagishi (científico) (interpretado por Jim Ishida)
- David Brown (Comandante de la misión) (interpretado por Robert Nadir)
- Francesca Sabatini (videoperiodista) (interpretada por Tiffany Helm)
- Otto Heilmann (Jefe de seguridad) (interpretado por Sean Griffin)
- Michael O'Toole (Codemaster) (interpretado por Robert Henry)
- Richard Wakefield (Ingeniero jefe) (interpretado por Stephan Weyte)
- Reggie Wilson (Periodista impreso) (interpretado por Donald Willis)
- Irina Turgenyev (Cosmonauta de carrera) (Expresado por Sharon Mann)
- Nicole des Jardins (Oficial médico) (interpretada por Amy Hunter)
- Puck (pequeño robot) (interpretado por Kevin Donovan )
- Falstaff (pequeño robot) (interpretado por Edward F. D'Arms)
- Hiro Yamanaka (Agente IBI)
- Janos Tabori (Agente IBI)
- Valeriy Borzov (agente de IBI; fallecido antes del juego y reemplazado por el personaje del jugador)

## Desarrollo
El juego es compatible con MS-DOS, Microsoft Windows y Macintosh y se creó utilizando la versión tres del motor de juego SCI. Como era habitual en esa época, los gráficos son una combinación de escenarios renderizados en 3D y actores de acción real en 256 colores.
El juego viene en dos CD-ROM, con un tercero reservado para videos. La primera parte de los videos muestra el prólogo, sobre la reacción en la Tierra cuando Rama fue descubierta en forma de programa periodístico, y presenta entrevistas de los personajes que se verán más adelante en el juego. El otro incluye una breve entrevista con Arthur C. Clarke y Gentry Lee.
El propio Clarke aparece en algunas escenas del juego, como cuando el jugador muere, y en el epílogo, le da consejos al jugador. Se implementa en el escenario e interactúa con humor con él, provocando una pelea de Biot en un ejemplo.

## Recepción
Antes del lanzamiento de Rama, Sierra On-Line esperaba que el juego vendiera 500.000 unidades en sus primeros tres meses, según el diario francés Libération. El periodista Francis Mizio escribió que su lanzamiento mundial en inglés, alemán, italiano, francés y español fue parte de este impulso. En agosto de 1997, Charles Ardai de Computer Gaming World señaló que Rama "parece estar vendiendo razonablemente, pero aún no está generando el tipo de negocio que Sierra ve con un nuevo Leisure Suit Larry". Libération informó que Sierra encontró las ventas del juego "decepcionantes" en noviembre, momento en el que Rama había vendido 25.000 unidades en Francia.
Keith Ferrel de Computer Gaming World, elogió el juego como el mundo computarizado más convincente que encontró y "un entorno plagado de acertijos y enigmas, desafíos y misterios". También cerró que "a diferencia de Myst, la historia aquí supera su entorno, un tributo a Clarke, Lee y el equipo que los apoyó. RAMA es prácticamente en todos los sentidos un triunfo y otro gran paso hacia la creación de novelas de ciencia ficción interactivas totalmente convincentes. Pide una secuela, creo, y sobre todo porque, como el propio Clarke escribió hace años, los Raman siempre hacen las cosas de a tres". Un crítico de Next Generation estuvo de acuerdo en gran medida: "Aunque demasiado Myst-Al igual que en el diseño, RAMA de Dynamix logra superar algunos de los límites inherentes de su género y brinda a los jugadores algunos rompecabezas bastante equilibrados y una historia decentemente entretenida". Escribió que si bien algunos de los rompecabezas son innovadores, se relacionan con la historia. en lugar de simplemente servir como obstáculos para progresar, y también elogió los diseños alienígenas y la partitura musical. Sin embargo, concluyó que no podía recomendar el juego debido a su similitud con Myst.
Rama fue finalista del premio Spotlight a la "Mejor adaptación de medios lineales" de la Computer Game Developers Conference de 1996, pero perdió el premio ante I Have No Mouth, and I Must Scream. También fue finalista de los premios "Juego de aventuras del año" de Computer Gaming World en 1996 y "Mejor juego de aventuras" de CNET Gamecenter, que fueron para The Pandora Directive y The Neverhood , respectivamente.